# Сидоренко, Николай Вуколович
Николай Вуколович Сидоренко (1916, Светлый Яр, Астраханская губерния — не ранее 1985, Волгоград) — советский хозяйственный, государственный и политический деятель, Герой Социалистического Труда.

## Биография
Родился в 1916 году в селе Светлый Яр Черноярского уезда Астраханской губернии (ныне — райцентр в Волгоградской области). Член КПСС.
С 1931 года — на хозяйственной, общественной и политической работе. В 1931—1971 гг. — колхозник, разнорабочий на строительство Сталинградской судоверфи, каменщик на строительстве в Сталинграде, строитель на Урале в эвакуации, участник Великой Отечественной войны, бригадир комплексной бригады управления «Стальпромстрой» треста «Волгоградтяжстрой» Министерства строительства РСФСР.
Указом Президиума Верховного Совета СССР от 11 августа 1966 года присвоено звание Героя Социалистического Труда с вручением ордена Ленина и золотой медали «Серп и Молот».
Умер в Волгограде после 1985 года.